# Palm Beach United (NPSL)
Palm Beach United, im Spieljahr 2017 noch Beaches FC, ist ein US-amerikanisches Fußball-Franchise aus Jupiter im US-Bundesstaat Florida. Das Franchise wurde am 23. Januar 2017 als Beaches FC gegründet und gehörte ab diesem Jahr der National Premier Soccer League (NPSL) in der nordamerikanischen Viertklassigkeit an.

## Geschichte

Logo des Beaches FC im Spieljahr 2017

Das Fußball-Franchise wurde am 23. Januar 2017 – laut anderen Angaben bereits im Jahre 2016 – als Beaches FC gegründet und zwei Tage später als Expansionsteam der National Premier Soccer League (NPSL) vorgestellt. Als Eigentümer traten der gebürtige Nordire Trevor Adair, erfahrener College-Fußballtrainer, sowie Trainer und Koordinator beim US-amerikanischen Fußballverband und der ehemalige türkische Profispieler Levent Güler in Erscheinung, wobei Trevor Adair zudem als Präsident des Franchises fungierte. Als General Manager wurde der in Florida ansässige ehemalige College-Fußballspieler und nunmehr im Sportmanagement tätige Eric Arbuzow ernannt. Das Team wurde gegründet um College-Fußballspielern die Möglichkeit eines professionellen Trainings in den Sommermonaten, an denen es keinen Spielbetrieb im College-Fußball gibt, zu bieten. Das Trainerteam bildete Trevor Adair als Cheftrainer mit einem mehrköpfigen Assistenzteam, darunter der bereits genannte Levent Güler. Als Heimstätte des Teams wurde das Stadion der Benjamin School in Palm Beach Gardens ausgewählt. Das Stadion verfügt über einen FieldTurf-Spielbelag, vier Umkleideräume und bietet Sitzplätze für 1000 Besucher.
Im Spieljahr 2017 stieg die Mannschaft in den Spielbetrieb der National Premier Soccer League ein und schloss diese in der Sunshine Conference der South Region Division auf dem fünften Tabellenplatz ab. Bei zwölf Meisterschaftsspielen konnte die Mannschaft vier gewinnen, verlor sechs und beendete zwei mit einem Remis. 17 erzielten Treffern standen 18 Gegentreffer gegenüber, womit man auf eine Tordifferenz von −1 kam. Im Laufe dieses Jahres wechselte die Mannschaft ihre Heimstätte und trat fortan im Stadion der South Folk High School in Stuart in Erscheinung. Am 5. Februar 2018 wurde die Umbenennung von Beaches FC in Palm Beach United bekanntgegeben. Gleichzeitig zur Bekanntgabe des Rebrandings wurde mit Peter Fuller auch ein erfahrener Fußballtrainer vorgestellt, der bereits über 30 Jahre Erfahrung als Trainer gesammelt hatte und kurzzeitig auch als Interimstrainer beim Major-League-Soccer-Franchise New England Revolution agierte. Bei New England Revolution fungierte er zudem als Trainer der Reservemannschaft sowie als Assistenztrainer der Profis. Im Spieljahr 2018 wird das Franchise, das auch eine US Development Academy unterhält, abermals in der Sunshine Conference der South Region Division der NPSL antreten.